# Zophorame hirsti
Zophorame hirsti là một loài nhện trong họ Barychelidae. Loài này phân bố ờ Queensland.